# Amanda Ripley
Amanda Ripley is een Amerikaanse journalist en schrijver. Ze probeert in haar werk de gecompliceerde werking van de menselijke psyche te ontsluieren. In haar laatste boek High Conflict (2021) beschrijft zij de "mysterieuze krachten in ideologische discussies, politieke vetes of bendeoorlogen waardoor mensen niet meer normaal lijken te kunnen reageren," aldus The Washington Times.

## Werk
Amanda Ripley is geboren in Arizona en groeide op in New Jersey. In 1996 behaalde ze haar B.A. in bestuurskunde aan de Cornell-universiteit. Bij de Washington City Paper bekwaamde ze zich in het schrijven van longreads (uitgebreide artikelen). Ze werkte tien jaar lang voor Time vanuit New York, Washington en Parijs. 
Ripley schreef over 11 september 2001, de aanslagen met antraxpoeder in datzelfde jaar en de gevolgen van de Katrina.
Tegenwoordig publiceert ze in The Atlantic, Politico, The New York Times en The Wall Street Journal.
Haar eerste boek The Unthinkable: Who Survives when disaster strikes and why dateert uit 2009. Het gaat over ingrijpende gebeurtenissen, zoals terroristische aanvallen, aardbevingen en tsunamis. Ripley onderzocht hoe mensen wereldwijd hierop reageren en welk type persoonlijkheid de beste kans op overleving heeft.
De journaliste deed eveneens in diverse landen onderzoek naar de  manier, waarop kinderen  leren  om voor zichzelf te denken en weerbaar te zijn. Het resulteerde in The Smart Kids in the World (2014) , dat de bestsellerlijst van de New York Times bereikte.

## High conflict
Een meningsverschil kan klein beginnen, maar daarna escaleren. Uiteindelijk krijgt de ruzie een eigen dynamiek, die de vraag oproept, hoe het zo uit de hand heeft kunnen lopen. Daarover gaat High Conflict: Why We Get Trapped and How We Get Out. Ripley volgt in haar boek zes personen, zoals een Farc guerrillaleider, een politicus, en een lid van een bende in Chicago. Allemaal zijn zij bij een conflict betrokken geweest, maar hebben zich daar ook weer aan weten te onttrekken.
Een normaal verschil van mening, betoogt Ripley, veroorzaakt boosheid en stress, maar het is productief; vragen worden gesteld, de nieuwsgierigheid is opgewekt en na afloop voelt iedereen zich beter. Alleen zijn sommige mensen van nature voortdurend uit op het zoeken van conflicten. Bij deze karaktertrek speelt het gevecht zich dan met name af in iemands binnenwereld.
Het prototype van een eindeloos conflict is de vechtscheiding, waar ongeveer 10 tot 15% van de huwelijken op uitloopt. De strijd  kan jaren duren, extreme emoties en wraakgevoelens hebben de overhand. Vechtscheidingen leiden vaak tot wederzijdse minachting en vernedering. Opvallend aan deze conflicten is, dat de ene partij zich hetzelfde gaat gedragen als de tegenstander. Het controle over de ander proberen te krijgen en belachelijk te maken heeft een verlammend werking.
Boosheid kan productief zijn, wanneer het leidt tot verandering, zegt Ripley. Vele hardnekkige conflicten gaan niet over idealen. Ze zijn eerder geworteld in een rigide  manier van denken, rechtlijnigheid en onwrikbaarheid.

## De conflictondernemer
Bepaalde mensen hebben baat bij een conflict. Ripley noemt hen de conflict entrepeneur en het is een persoon, bedrijf, of media onderneming, die bewust conflicten aanwakkert om bekendheid, macht of winst te behalen.
Ze hanteren doorgaans drie methodes om individuen te mobiliseren. Ze doen een beroep op etnische, religieuze en ideologische solidariteit. Sociale media spelen vaak een rol als katalysator in conflicten. Zij versterken de onderlinge verschillen en zetten mensen tegen elkaar op.
Ripley waarschuwt voor het gevaar, wanneer leiders de term vernedering gaan gebruiken. Ze richten zich op een bepaald publiek en betitelen de vernedering als groepskenmerk. Wanneer deze knop wordt ingedrukt, vereenzelvigt een hele groep zichzelf met de vernederden en tegelijkertijd voelen zij zich het slachtoffer, omdat ze de onderliggende partij zijn.
Vernedering is de atoombom van de emoties en de trigger voor geweld, betoogt de Noorse psycholoog Evelin Lindner in haar gelijknamige boek.

## Wederzijds begrip
Op het niveau van verstoorde relaties is soms een rol weggelegd voor familie en vrienden, want zij kunnen zeggen, dat een bepaalde kwestie volledig uit de hand is gelopen en helpen zoeken naar een oplossing.
Bij georganiseerde groeperingen, zoals gewelddadige bendes in achterstandsbuurten, is het de moeite waard om te proberen om leden afstand te laten nemen van het volgen van de sociale media. Daarmee vermindert de hevigheid van het conflict.
Als sprekend voorbeeld van een vastgelopen conflict noemt Ripley de polarisatie in de Verenigde Staten. Het indelen van 300 miljoen Amerikanen in twee kampen, Republikein/Democraat, voor of tegen Trump, acht zij niet zinvol. Er zijn veel meer nuances en categorieën mogelijk. Door niet de mensen op te splitsen in twee tegenover elkaar staande partijen maar ruimte te scheppen voor verschillende meningen, kan een heel nieuwe wereld ontstaan.
Hoewel apathie dreigt, benadrukt Ripley dat mensen niet moeten wegkijken  en zich voor elkaar afsluiten. Het probleem is wel dat er geen werkelijk contact is tussen de verschillende groeperingen.
Zij pleit voor een structureel platform voor de dialoog om een gemeenschappelijk doel en identiteit te formuleren. Het is makkelijker om een gezamenlijke nieuwe identiteit te ontwikkelen dan een oude op te geven.
Een methode om werkelijk contact met de ander te maken is, volgens Ripley, looping. Het doorlopen van een bepaalde cirkel voor wederzijds begrip. Door woorden te tonen dat je iemand werkelijk helemaal begrijpt, ook al ben je het niet met hem/haar eens. Het werkt als volgt:
luister naar wat de persoon te zeggen heeft en wat het belangrijkste  is. Probeer in de beste bewoordingen weer te geven, wat je zojuist hebt gehoord. Controleer of je het goed hebt begrepen en als de ander aarzelt, vraag dan wat je precies hebt gemist.
Wanneer mensen zich werkelijk gehoord voelen, uiten ze zich daarna minder extreem. Ze staan open voor nieuwe informatie en geven eerder hun twijfels toe.
- Bibsys: 8057035
- International Standard Name Identifier: 0000 0000 3680 6701
- Library of Congress Control Number: n2007070367
- Nationale Bibliotheek van Tsjechië: ctu2014817441
- Nationale Bibliotheek van Israël: 987007326168505171
- Système universitaire de documentation: 17854048X
- Virtual International Authority File: 70845608
- WorldCat: E39PBJgCPtmT8YWGmpHTyDckjC